# Callia comitessa
Callia comitessa là một loài bọ cánh cứng trong họ Cerambycidae.